# 3785 Китами
3785 Китами (енгл. 3785 Kitami) је астероид са средњом удаљеношћу од Сунца која износи 3,230 астрономских јединица (АЈ).
Апсолутна магнитуда астероида је 12,0.